# 安立路站
安立路站是北京地铁15号线上的一座车站，于2014年12月28日随15号线一期西段开通一同投入使用。车站位于北京市朝阳区大屯街道大屯路、安立路交叉口。

## 位置
安立路站位于北四环外，大屯路（东西向）与安立路（南北向）交汇处，呈东西走向布置。

## 结构
车站为地下车站，岛式站台设计。两端采用明挖，中间跨路口段采用暗挖施工；明挖段为两层，暗挖段为单层。总建筑面积13904平方米。设5个出入口。
车站将管线布置在两侧，使得中跨可以不设置吊顶，直接抹灰加上灯具装饰，以追求更高的空间效果。
| 地面层          | 地面                       | A－D出入口                             |
| 地下一层 站厅层 | 站厅                       | 客务中心、自动售票机、进出站闸机       |
| 地下二层 站台层 |                            | █ 15号线往清华东路西口（奥林匹克公园） |
| 地下二层 站台层 | 岛式站台，左側開门         |                                        |
| 地下二层 站台层 | █ 15号线往俸伯（大屯路东） |                                        |

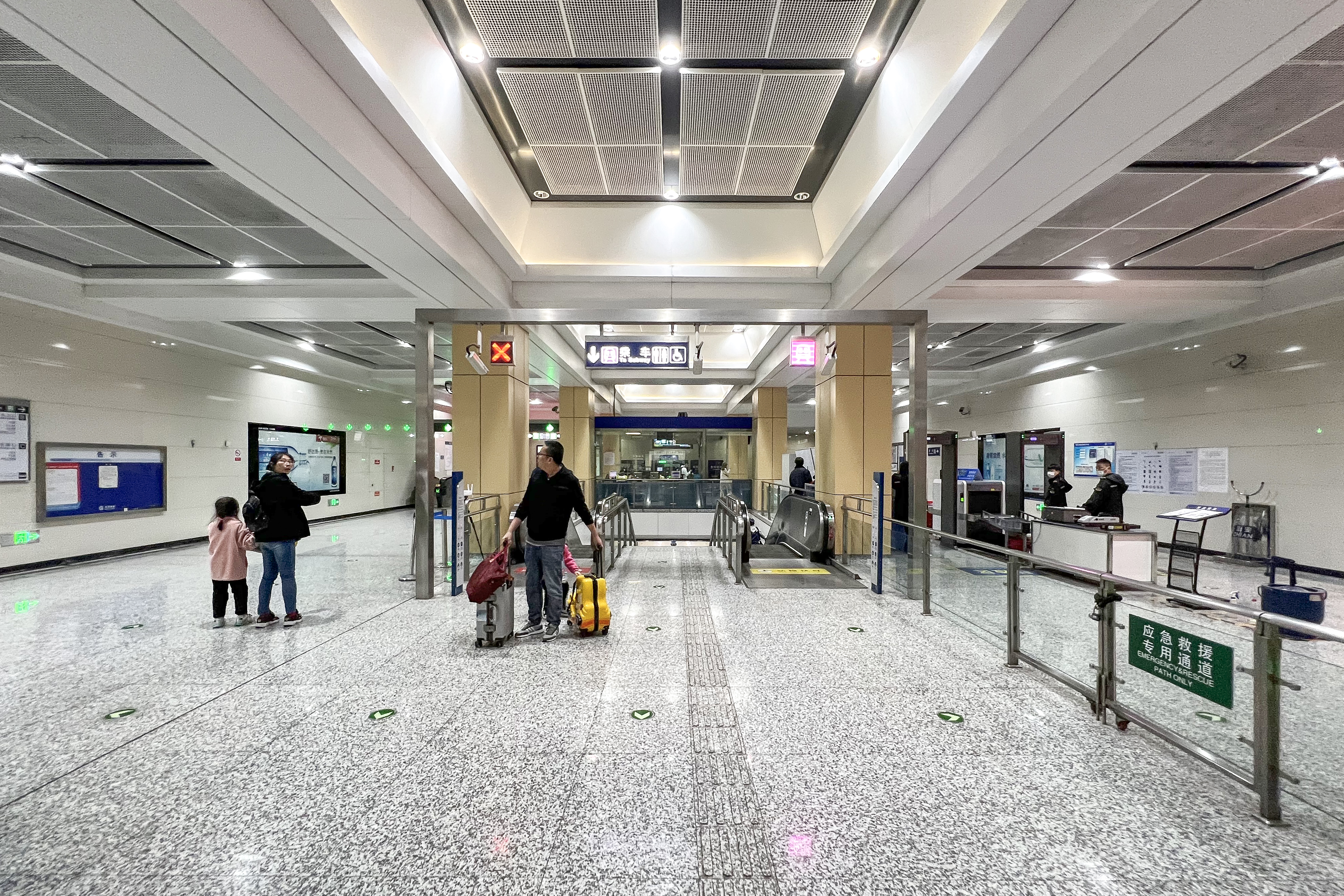
东站厅
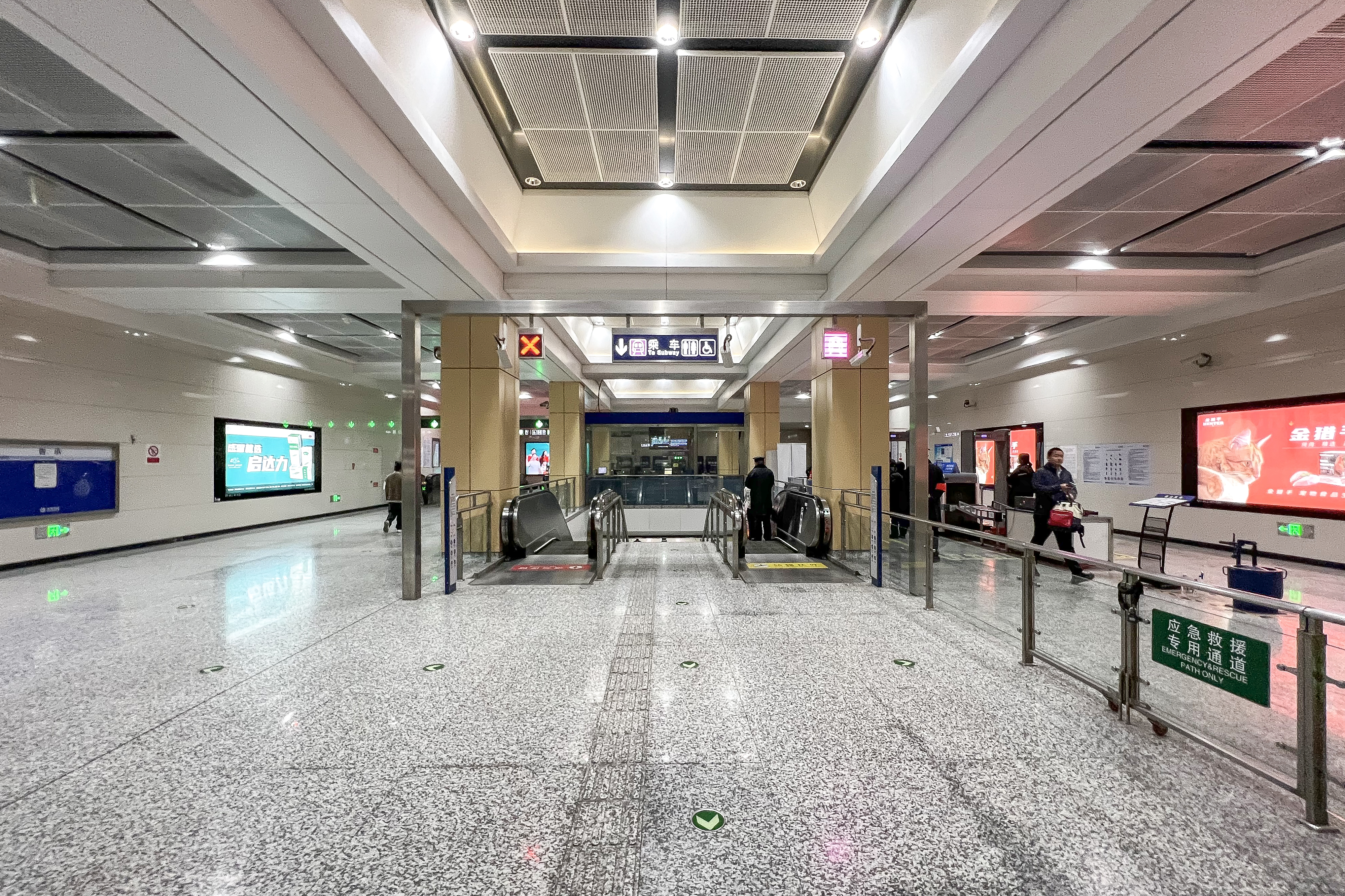
西站厅

## 出入口
|                       |        |                  |      |                |
| 编号                  | 指示   | 建议前往的目的地 | 图片 | 无障碍设施图片 |
| 出口 · A · 1          | 大屯路 | 天创世缘         |      | 不適用         |
| 出口 · A · 2          |        | 第五大道图书大厦 |      | 不適用         |
| 出口 · B              | 大屯路 | 安立花园         |      | 不適用         |
| 出口 · C              | 大屯路 | 兰华国际大厦     |      | 不適用         |
| 出口 · D · 升降机标志 | 大屯路 | 洛克时代中心     |      |                |
| 註： 設有             |        |                  |      |                |